# Juan Augusto del Palatinado-Lützelstein
Juan Augusto del Palatinado-Lützelstein (alemán: Johann August) (Castillo de Lemberg, 26 de noviembre de 1575-Castillo de Lemberg, 18 de septiembre de 1611) fue co-duque de Veldenz desde 1592 hasta 1598 y duque de Lützelstein desde 1598 hasta 1611.

## Vida
Juan Augusto nació como el segundo hijo sobreviviente de Jorge Juan I, Condé Palatino de Lützelstein. Su padre murió en 1592, y Juan Augusto y sus hermanos lo sucedieron bajo la regencia de su madre Ana María de Suecia. En 1598 los hermanos dividieron los territorios; Juan Augusto recibió el condado de Lützelstein. 
Juan Augusto murió en el Castillo de Lemberg en 1611 y fue enterrado en Lützelstein.
Al igual que sus padres y su esposa, Juan Augusto fue enterrado en la cripta de la iglesia de Lützelstein. Su monumento funerario lo muestra arrodillado junto a su esposa con ocho escudos ancestrales y dos inscripciones.
Fue sucedido por su hermano menor Jorge Juan.

### Matrimonio
Juan Augusto se casó con Ana Isabel del Electorado del Palatinado (23 de junio de 1549 - 20 de septiembre de 1609), (de 50 años de edad), hija del elector Federico III, en 1599. El matrimonio no tuvo hijos.
En 1611 había decidido casarse con Isabel de Hesse-Darmstadt (1579-1655), condesa viuda de Nassau-Weilburg. Pero murió en el camino, el día de la boda planeada.
Una moneda acuñada por Juan en agosto de 1604 con el busto del príncipe en el frente y en la solapa del Palatinado junto al escudo de armas de Velden se considera una rareza.